# Elyes Fakhfakh
Elyes Fakhfakh (árabe: إلياس الفخفاخ‎; 1972) é um político da Tunísia. É o atual Primeiro-Ministro da Tunísia desde 27 de fevereiro de 2020.

## Biografia
Em 20 de janeiro de 2020, ele foi nomeado chefe de governo pelo presidente Kaïs Saïed, conforme previsto no artigo 89 da Constituição. Ele recebe o apoio do bloco democrático e de Tahya Tounes. Em 22 de janeiro, ele renunciou às suas responsabilidades dentro da Ettakatol, a fim de se dedicar à composição do governo. Seu governo foi anunciado em 15 de fevereiro, mas Ennahdha, cujos ministros foram anunciados lá, anunciou que ele não votaria por confiança devido à não participação de Au Coeur de Tunisie. Uma versão ligeiramente modificada do governo, mas sem a participação de Au Coeur de Tunisie, foi anunciada em 19 de fevereiro; Ennahdha, temendo uma dissolução, concorda em votar em confiança. Em 27 de fevereiro, a Assembléia dos Representantes do Povo concedeu confiança ao seu governo. A tomada de posse ocorre no mesmo dia no Palácio Presidencial de Cartago.
Assim que ele se tornou chefe de governo, ele e sua equipe tiveram que enfrentar a pandemia de coronavírus.